# Божек, Юлий Иванович
Юлий Иванович Божек (1915—1994) — украинский актёр, народный артист УССР.

## Биография
Родился 8 (21) мая 1915 года в Одессе. Отец — строительный рабочий, мать — санитарка.
С 1923 года учился в Одесской школе № 48.
В 1931—1936 годах плавал на судах Черноморского морского пароходства. Сначала в качестве юнги, а затем матроса II-го и I-го класса.
В 1936 году поступил в Одесскую актёрскую кино-студию.
В 1938 году поступил в Театральное училище, но закончить его не успел — помешала война.
В Великой Отечественной войне не участвовал по болезни (туберкулёз лёгких). Во время оккупации находился в Одессе. Зарабатывал на жизнь изготовлением кукол. При этом прятал у себя семью своего друга еврея.
После освобождения Одессы 14 апреля 1944 года поступил в Одесский театр юного зрителя на должность актёра. Проработал в ТЮЗе до 1 сентября 1959 года.
В 1959 года перевёлся в Одесский академический украинский музыкально-драматический театр им. В. Василько.
Умер 30 января 1994 года в Одессе. Похоронен на одной из центральных аллей 2-го Христианского кладбища.

## Награды
- В 1967 году присвоено звание "Заслуженный артист Украинской ССР".

- В 1973 году присвоено звание "Народный артист УССР".

## Основные роли
- «97» Н. Кулеша — Копистка
- «Бесталанная» И. К. Карпенко-Карого — Иван
- «Так погиб Гуска» Н. Кулеша — Гуска
- «Правда и кривда» М. А. Стельмаха — Кисель
- «Порог» А.Дударева — отец
- «Ретро» А.Галина — Чмутин
- «Шельменко-денщик» Г. Ф. Квитки-Основьяненко — Шпак